# Niente da nascondere (argomentazione)
L'argomentazione del nulla da nascondere afferma che gli individui non hanno motivo di temere o opporsi ai programmi di sorveglianza, a meno che non temano che portino alla luce le proprie attività illecite. Chi adopera questa argomentazione può affermare che una persona, generalmente, non dovrebbe preoccuparsi della sorveglianza del governo, poiché non avrebbe "nulla da nascondere".

## Storia
Un primo esempio di questa argomentazione è stato espresso da Henry James nel suo romanzo del 1888, The Reverberator:
«Se queste persone avevano fatto cose malvagie, avrebbero dovuto vergognarsi e lui non poteva averne pietà, e se non ne avevano fatte allora non avevano bisogno di fare tanto clamore che altre persone lo sapessero.»

— Libera traduzione del testo sopracitato (da sostituire con traduzione da fonte pubblicata)
Anche Upton Sinclair ha fatto riferimento a una argomentazione simile nel suo libro The Profits of Religion, pubblicato nel 1917:
«Non era solo la mia posta ad essere aperta, ma anche quella di tutti i miei parenti ed amici – persone che risiedevano in posti tanti lontani quanto California e Florida. Ricordo il blando sorriso di un ufficiale del governo a cui mi lamentai della questione: "Se non avete nulla da nascondere, non avete nulla da temere". La mia risposta fu che uno studio di molti casi di lavoro mi aveva insegnato i metodi dell'agent provocateur. Più che disposto a prendere prove reali, se ne trovasse; altrimenti, ha preso familiarità con gli affari della vittima e può creare prove che saranno convincenti, quando sfruttate dalla stampa scandalistica»

— Libera traduzione del testo precedente, da sostituire con traduzione da fonte pubblicata
Il motto "Se non hai niente da nascondere, non hai niente da temere" è stato usato in difesa del progetto di sorveglianza a circuito chiuso messo in pratica nel Regno Unito.

## Prevalenza
Questa argomentazione è comune nelle discussioni riguardanti la privacy. Il giurista Geoffrey Stone ha affermato che il suo utilizzo è "fin troppo comune". Bruce Schneier, esperto di sicurezza dei dati e crittografo, l'ha descritta come "la replica più comune ai difensori della privacy". Colin J. Bennett, autore di The Privacy Advocates, ha affermato che un attivista per i diritti alla privacy spesso "deve costantemente confutare" l'argomentazione. Bennett ha spiegato che la maggior parte delle persone "vive quotidianamente credendo che i processi di sorveglianza non siano diretti contro di esse, ma contro i trasgressori e i poco di buono" e che "l'orientamento dominante è che i meccanismi di sorveglianza siano diretti contro gli altri" nonostante "le prove che il monitoraggio del comportamento individuale sia diventato di routine e quotidiano".
Uno studio etnografico di Ana Viseu, Andrew Clement e Jane Aspinal ha svelato che gli individui con uno status socio-economico più elevato non erano altrettanto preoccupati della sorveglianza rispetto alle controparti. In un altro studio, riguardante tecnologie volte a favorire la privacy, Viseu et al., hanno notato una tendenza di sottomissione relativa alla privacy degli utenti. Entrambi gli studi hanno attribuito questo atteggiamento all'argomento del nulla da nascondere.
Uno studio qualitativo, svolto per il governo del Regno Unito intorno al 2003, ha riscontrato che i lavoratori autonomi inizialmente adoperavano l'argomentazione "niente da nascondere" prima di passare a un'argomentazione in cui percepivano la sorveglianza come un fastidio anziché che come una minaccia.
Viseu et al., hanno affermato che l'argomentazione "è stata ben documentata nella letteratura sulla privacy come un ostacolo allo sviluppo di strategie pragmatiche di protezione della privacy, ed è correlata alla natura ambigua e simbolica del termine 'privacy' come tale". Hanno spiegato che la privacy è un concetto astratto e le persone se ne preoccupano solo quando la propria privacy è persa. Inoltre, assimilano un indebolimento della privacy personale al fatto che le persone sappiano che l'esaurimento dell'ozono e il riscaldamento globale sono tendenzialmente negativi, ma che "i benefici immediati del guidare l'auto per andare al lavoro o mettersi la lacca superino le perdite, spesso invisibili, dell'inquinamento ambientale".

## Critica
Edward Snowden ha osservato che: "Sostenere che non ti interessa il diritto alla privacy perché non hai nulla da nascondere non è diverso dal dire che non ti interessa la libertà di parola perché non hai niente da dire". Ha comparato il sostenere l'argomentazione del nulla da nascondere con un'effettiva rinuncia al diritto alla privacy che il governo deve proteggere.
Daniel J. Solove ha dichiarato, in un articolo per The Chronicle of Higher Education, di opporsi a questa argomentazione. Credeva che un governo abbia la possibilita far trapelare informazioni su una persona e causarle danni, o utilizzare informazioni su di essa per negare l'accesso a servizi, anche se questa non ha effettivamente commesso un illecito. Un governo può causare danni alla vita personale di ciascuno tramite gli errori che commette. Solove ha scritto "Quando è direttamente dibattuta, l'argomentazione del nulla da nascondere può irretire, poiché costringe il dibattito a concentrarsi sulla ristretta definizione di privacy dell'argomentazione stessa. Ma di fronte alla pluralità di problemi di privacy implicati dalla raccolta e dall'uso dei dati da parte del governo, al di là della sorveglianza e della divulgazione, l'argomento del nulla da nascondere, alla fine, non ha nulla da dire".
Adam D. Moore, autore di Privacy Rights: Moral and Legal Foundations, ha affermato: "è opinione comune che i diritti siano inattaccabili da argomentazioni di costo/beneficio o consequenzialismo. Qui stiamo rifiutando la concezione che l'interesse alla privacy sia il genere di cosa che possa essere barattata con la sicurezza". Ha anche affermato che la sorveglianza può influenzare in modo sproporzionato alcuni gruppi della società in base all'aspetto, all'etnia, alla sessualità e alla religione.
Bruce Schneier, esperto di sicurezza informatica e di crittografia, si è espresso a sfavore dell'argomentazione, citando una dichiarazione ampiamente attribuita al cardinale Richelieu, "Datemi sei righe scritte dalla mano dell'uomo più onesto, troverò abbastanza per impiccarlo," riferendosi a come il governo di uno stato possa trovare dettagli nella vita di una persona per poterla perseguire o ricattarla. Schneier ha anche sostenuto che la vera scelta sia tra "libertà o controllo" anziché tra "sicurezza o privacy".
Harvey A. Silverglate ha stimato che una persona, in media, commetta inconsapevolmente tre reati al giorno negli Stati Uniti.
Emilio Mordini, filosofo e psicoanalista, ha sostenuto che l'argomentazione del "niente da nascondere" sia intrinsecamente paradossale. Le persone non devono avere "qualcosa da nascondere" per nascondere "qualcosa". Ciò che è nascosto non è necessariamente importante, sostiene Mordini. Invece, afferma che un'area intima che può essere sia nascosta che ad accesso limitato è necessaria poiché, psicologicamente parlando, diventiamo individui attraverso la scoperta di poter nascondere qualcosa agli altri.
Julian Assange ha concordato con Jacob Appelbaum e affermato che "la sorveglianza di massa è un massiccio cambiamento strutturale. Quando la società va in malora, ti porterà con sé, anche se sei la persona più blanda sulla terra".
Ignacio Cofone, professore di diritto, ha sostenuto che l'argomentazione è errata nella propria espressione, poiché ogni volta che le persone rivelano informazioni rilevanti ad altri, rivelano anche informazioni irrilevanti. Queste informazioni irrilevanti hanno comunque costi per la privacy e possono portare ad altri danni, come la discriminazione.